# (9725) 1981 EE19
(9725) 1981 EE19 (1981 EE19, 1996 AJ10) — астероїд головного поясу, відкритий 2 березня 1981 року.
Тіссеранів параметр щодо Юпітера — 3.472.